# 木兰：横空出世
《木兰：横空出世》是一部由广州金川文化等公司联合製作、於2020年10月在中国大陆地区上映的3D动画電影。但于10月4日宣布、影片于10月6日0时起撤档待映。